# Lars Bertil Jönsson
Lars Bertil Jönsson, född 13 maj 1923 i Välinge församling, Malmöhus län, död 24 december 2006 i Höganäs, Skåne län, född och uppvuxen i nordvästra Skåne, var en svensk sångare och musiker.
Han levde större delen av sitt vuxna liv i Helsingborg. Sin musikaliska bana inledde Lars Bertil Jönsson i tonåren på landet, inte minst tillsammans med sin blivande svåger Stig Svederud. På 1950-talet medverkade han bland annat i flera revyer i Helsingborg. Men det var inte den lätta underhållningen som var hans mål. Han studerade sång för musikdirektör Ragnar Blennow (1893–1969) från Åstorp. Han var på 1950-talet även elev i fyra år hos kyrkomusikern och sångpedagogen Arne Sunnegårdh (1907–1972) i Stockholm. Organisten i S:ta Maria kyrka, Helsingborg, Hjalmar Johansson (1887–1965), rekryterade honom till kyrkans kör. I denna och som försångare i Mariakyrkan skulle han komma att ha sin gärning i 40 år. 
Förutom som kyrkosångare var Lars Bertil Jönsson verksam som vis-, romans- och oratoriesångare. Hans repertoar var bred. Bland hans särskilda intressen märks framförallt Fridas visor av Birger Sjöberg. Även i detta avseende spelade Hjalmar Johansson en avgörande roll. Johansson och Sjöberg hade varit goda vänner och Johansson skulle dessutom komma att teckna ned och notsätta Sjöbergs visor. Genom vänskapen och kollegialiteten med Hjalmar Johansson fick Jönsson närkontakt med Sjöbergs lyrik och musik. Hans tolkningar av Fridas visor fick stor uppmärksamhet, inte minst under de år på 1970-talet då han tillsammans med stråkkvartetten Den danske kvartett och den norske gitarristen Erik Stenstadvold sjöng in Fridas bok och Fridas andra bok komplett på skiva, utgivna på Nordiska Musikförlaget 1975 och 1977. Tillsammans genomförde de också längre turnéer i Danmark, Norge och Sverige. Sedan 1974 var han ständig medlem i Birger Sjöbergsällskapet. 1983 tilldelades han sällskapets silverplakett. 
Lars Bertil Jönsson var en uppskattad och intensivt anlitad solist vid bröllop och begravningar. Under 1980-talet kom han allt oftare att fungera som borgerlig begravningsförrättare. Han sjöng vid ett flertal tillfällen i radio och framträdde såväl i dansk som svensk TV. Jönsson är gravsatt vid Helsingborgs krematorium.
(Källa: bl.a. Helsingborgs Dagblad 28 februari 2007)